# Delivered At Frontier
Pour les articles homonymes, voir DAF.

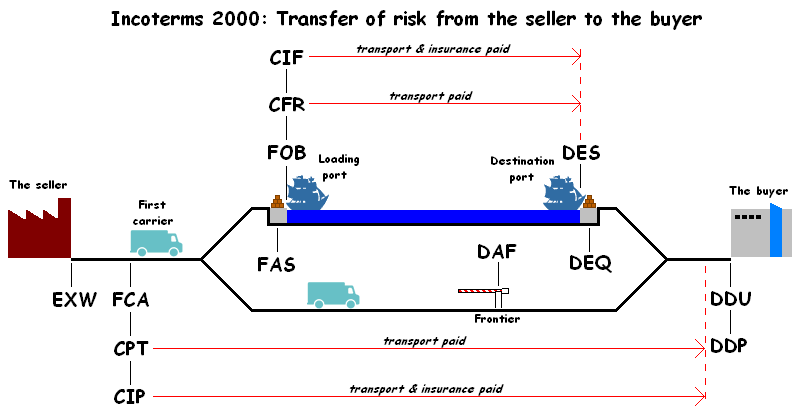
Incoterms - Transfert de risques du vendeur à l'acheteur

DAF est un Incoterm qui signifie Delivered At Frontier.
Il peut être utilisé quand les marchandises sont transportées par route ou par voie ferroviaire. Le vendeur paye le transport jusqu'au point de livraison à la frontière. L'acheteur s'occupe des formalités douanières et paye le transport depuis la frontière jusqu'à son usine. Le transfert de risques a lieu à la frontière.
Cet Incoterm n'a pas été repris dans les nouvelles règles de 2010. Il reste possible de continuer à l'utiliser, mais il est recommandé d'utiliser l'incoterm DAP qui le remplace.